# Alter Plenarsaal (Bundeshaus Bonn)

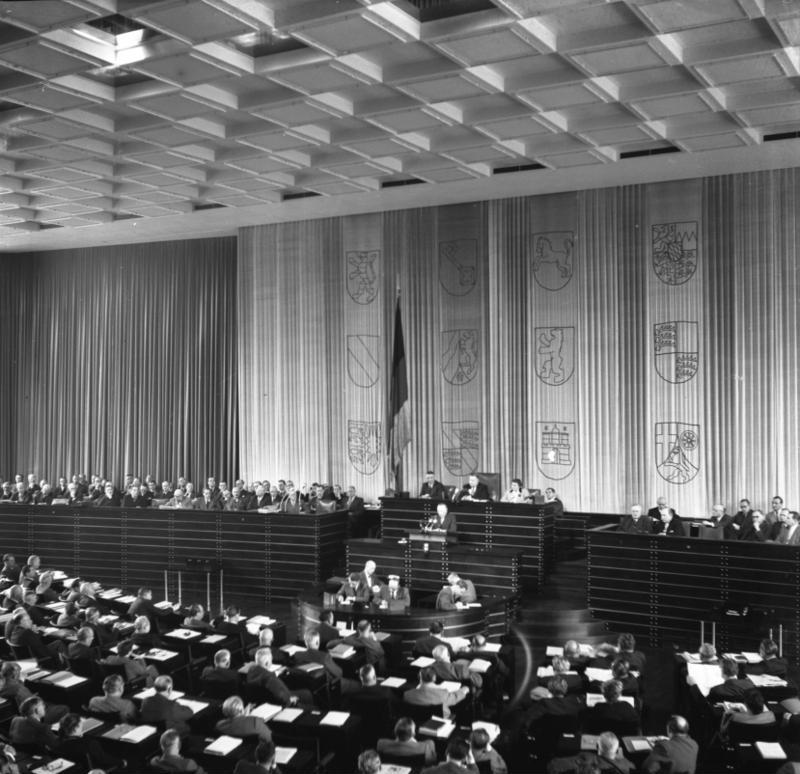
Gestaltung während der 1. Legislaturperiode (1952)

Der alte Plenarsaal des Bundeshauses in Bonn war von 1949 bis 1987 Tagungsstätte der Plenarsitzungen des Deutschen Bundestages. Er wurde mehrfach umgestaltet. Trotz seiner Eigenschaft als Kulturdenkmal wurde er 1987 abgerissen.

## Entstehung und Baugeschichte
Der Deutsche Bundestag nutzte ab seiner ersten Legislaturperiode die Gebäude der Pädagogischen Akademie in Bonn.
1949 wurde hier nach den Plänen Hans Schwipperts der neue Plenarsaal als selbsttragende Stahlkonstruktion errichtet. Rheinseitig war ursprünglich eine fensterlose Außenwand vorgesehen. Allerdings erhielt der Saal schließlich beidseitig Glasfassaden. Er wurde an die ehemalige Turnhalle der Pädagogischen Akademie angebaut, die dafür zur Wandelhalle („Lobby“) umgebaut wurde und eine umlaufende Galerie erhielt. Der neue Sitzungssaal war für 420 Abgeordnete eingerichtet und konnte mit einer Sonderbestuhlung (zum Beispiel für die Bundesversammlung) für 850 Sitzplätze eingerichtet werden. An der Rückwand entstand eine Empore für Presse und Besucher.

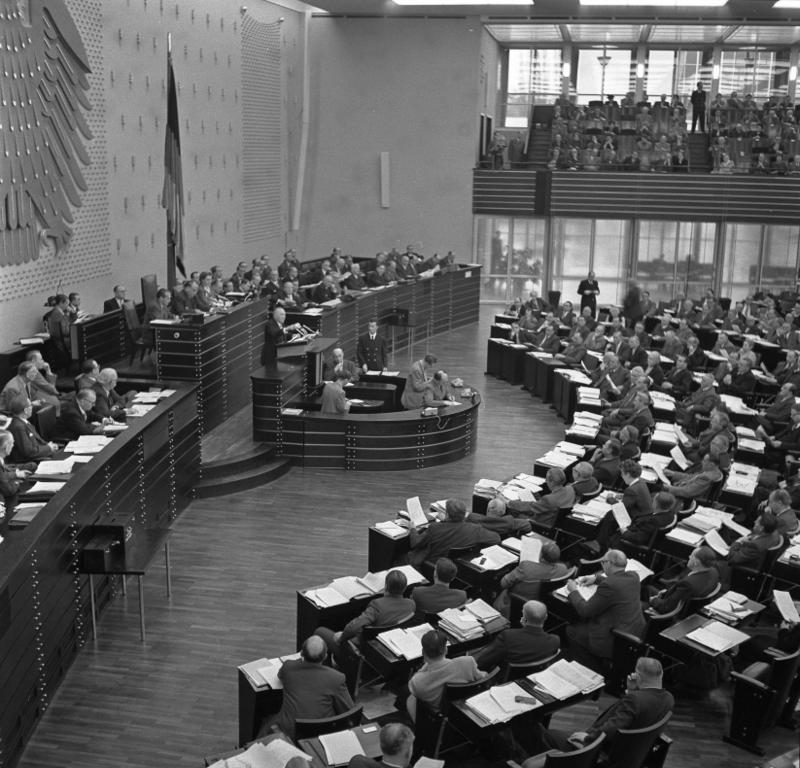
1954, bereits mit Bundesadler an der Stirnseite

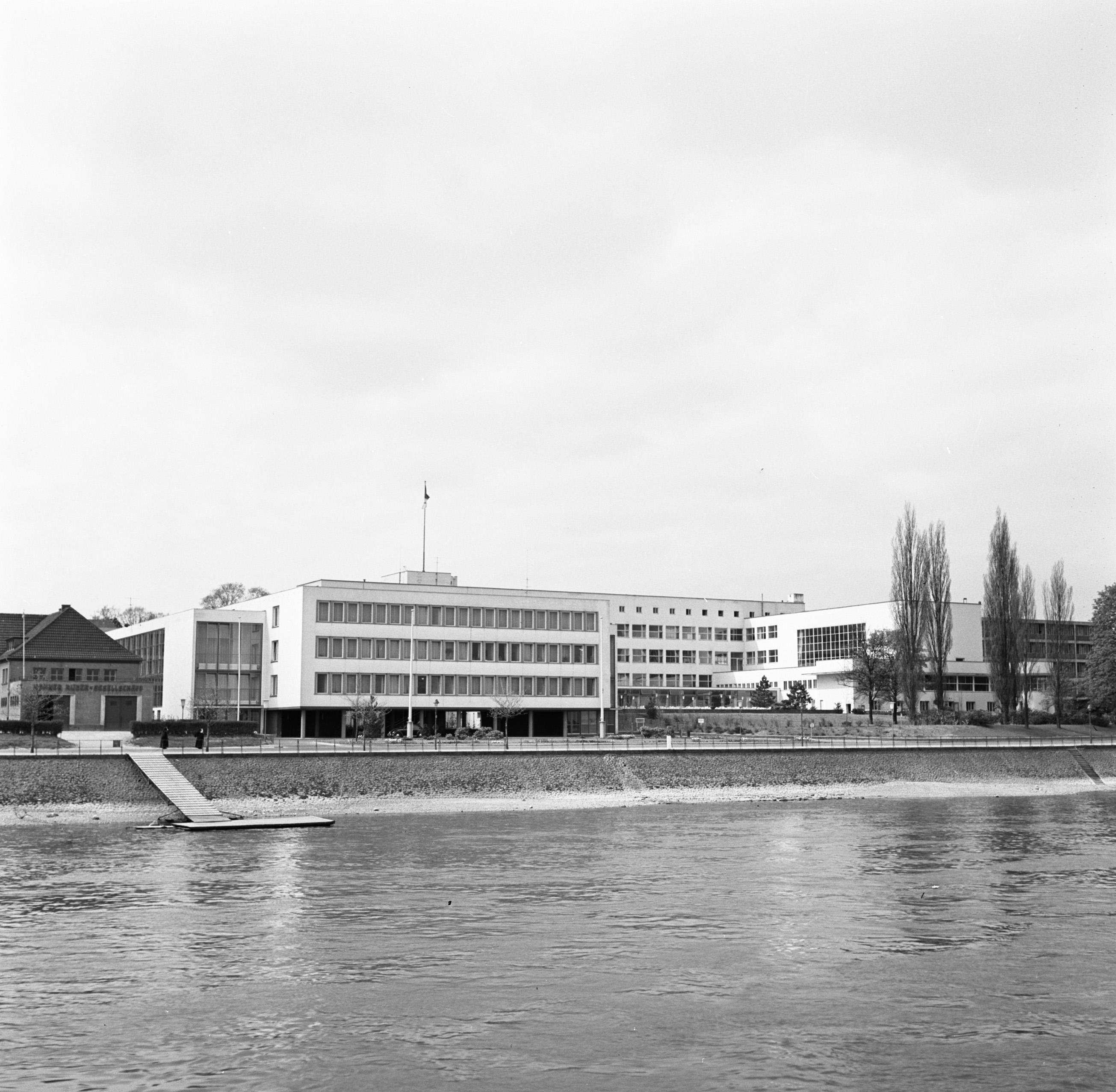
Rheinseitige Ansicht mit vorgelagertem Bürotrakt auf Stelzen an der Stirnseite des Plenarsaals

An der Stirnseite hing zunächst ein weißer Veloursvorhang mit den Wappen der damals 12 Länder in Goldapplikation.
Ab Ende Juni 1953 wurde der Plenarsaal rheinseitig um 6 m erweitert, wobei unter Demontage der Hälfte der Glaswände an beiden Seiten jeweils eine seitliche Tribüne für Presse und Diplomaten eingebaut wurde. Die große Mitteltribüne blieb Besuchern vorbehalten. Die Tribünen boten nunmehr insgesamt 400 Besuchern Platz. Weiter erhielt der Plenarsaal an der Stirnseite anstelle der Länderwappen einen Bundesadler, ein Gipsrelief von Ludwig Gies. Nunmehr entstanden an beiden Schmalseiten verglaste Wandelhallen, sodass ein direkter Einblick in den Plenarsaal nur noch eingeschränkt möglich war. In einer nächsten Erweiterung wurde der sogenannte Ministerflügel als Bürotrakt an der Stirnseite des Plenarsaals angefügt, ein auf Stützen gestellter, hufeisenförmiger Anbau.
Von August bis Oktober 1969 wurde die Möblierung von Präsidium, Regierungs-/Bundesratsbank sowie des Rednerpults und des davor befindlichen Stenografentisches modernisiert. Bisher saßen Regierung und Bundesrat 80 cm höher als die Abgeordneten. Zur Regierung aufblicken zu müssen, hatte bei vielen Abgeordneten schon länger für Ärger gesorgt und gab Anlass zur Absenkung auf nunmehr nur noch 18 cm Höhenunterschied.
In dieser Form bestand der Plenarsaal bis zu seinem Abriss 1987.

## Denkmaleigenschaft
Der Plenarsaal wurde im Laufe seiner Nutzung zu einem Kulturdenkmal aus geschichtlichen Gründen, gar als „Kulturdenkmal allerersten Ranges“, „wichtigstes Denkmals der Geschichte der Bundesrepublik Deutschland“ oder „absolut originäres Belegstück für die Geschichte der Bundesrepublik Deutschland“ eingestuft. Hier wurden die Weichen für die Geschichte der Bundesrepublik Deutschland gestellt, der erste Bundespräsident, Theodor Heuss, und der erste Bundeskanzler, Konrad Adenauer, gewählt. Durch die Fernsehberichterstattung war der Saal der optische Hintergrund dieses Geschehens und „signifikanter Bedeutungsträger des freiheitlichen Deutschlands“. Die zuständige Denkmalfachbehörde, das Rheinische Amt für Denkmalpflege, hat die Denkmaleigenschaft 1984 festgestellt. In einem Brief an den Bundestagspräsidenten teilte der Leiter der Behörde, Udo Mainzer, dies dem Deutschen Bundestag mit.

## Entscheidung Abriss und Neubau
Zunächst war Ende der 1970er Jahre ein monumentaler Neubau des Bundestages vorgesehen, ein Projekt, von dem 1981 aus Kostengründen Abstand genommen wurde. Der alte Plenarsaal wurde weiter genutzt. 1983 wurden bau- und brandschutztechnische Mängel festgestellt. Dies wurde 1984 mit der Feststellung der Denkmaleigenschaft durch die Denkmalfachbehörde gekontert. Dem stellten sich Befürworter eines Neubaus entgegen, auch das den Neubau seit längerem planende Büro Behnisch & Partner. Die Bundesbauverwaltung ließ an der Jahreswende 1986/87 die Situation baukonservatorisch und statisch beurteilen. Ergebnis war, dass ein Erhalt 1,5 Millionen DM preiswerter war als der Abriss und der Neubau, der Erhalt aber wegen der dann verbleibenden Unzulänglichkeiten nicht zu vertreten war. Die Bundesbauverwaltung war gleichwohl weiter bestrebt, den Plenarsaal zu bewahren, und legte ein Konzept vor, bei dem ein erheblicher Teil der Bausubstanz hätte erhalten werden können.
Im Vorfeld der Aussprache im Bundestag zu dem Neubauvorhaben schaltete sich der für Denkmalpflege örtlich zuständige Minister des Landes Nordrhein-Westfalen, Christoph Zöpel, in die Debatte ein und erklärte, dass mit seiner Zustimmung als Oberste Denkmalschutzbehörde für einen Abriss nicht zu rechnen sei. Denkmalrecht ist in Deutschland Landesrecht und entzieht sich aufgrund der Kulturhoheit der Länder dem Zugriff des Bundes – auch des Bundesgesetzgebers.
Am 5. Juni 1987 beschloss der Deutsche Bundestag (als Bauherr) mit 314 von 361 Stimmen den Plenarsaal zugunsten eines Neubaus abzureißen. Dem Bundestag ging es dabei vor allem darum, seine Arbeitssituation zu verbessern und die bisherige Bestuhlung in Reihen auf eine Bestuhlung in einem Kreissegment umzustellen, was mehr Platz erforderlich machte. Er stellte am 23. Juni 1987 den Antrag auf denkmalrechtliche Genehmigung des Abrisses. Die oberste Denkmalschutzbehörde ließ daraufhin im Spätsommer 1987 prüfen, ob die parlamentarischen Wünsche nicht auch in dem historischen Gebäude umsetzbar seien. Das Gutachten bejahte die Frage. Die entscheidende Frage war also, ob dem Deutschen Bundestag als Verfassungsorgan gegenüber dem Landesrecht eine Prärogative einzuräumen sei. Um diese Frage zu klären, einigten sich der zuständige Landesminister und der Präsident des Deutschen Bundestages, Philipp Jenninger, darauf, sich einem neutralen Gutachten zu unterwerfen. Als Gutachter wurde einvernehmlich Jürgen Salzwedel von der Universität Bonn benannt. Dieser sprach sich zugunsten der Prärogative des Bundestages aus, ein nicht unumstrittenes Ergebnis.
Am 24. September 1987 wies der Minister die zuständige Behörde, das für Bundesbauten zuständige Regierungspräsidium Köln, an, die Abrissgenehmigung zu erteilen. Der Plenarsaal wurde noch im Oktober 1987 abgerissen.